# Kitakyushu
Kitakyushu (北九州市 'Kitakyūshū-shi'?, literalmente "Kyūshū Norte") es una ciudad localizada en la prefectura de Fukuoka, en la isla de Kyushu, Japón. 
Posee una población de casi un millón de habitantes. Junto con la ciudad de Shimonoseki en la isla de Honshu, conforma la mayor parte del área del estrecho de Kanmon. Desde la estación Kokura se llega por shinkansen en 20 minutos a la ciudad más grande de la prefectura, la ciudad de Fukuoka.

## Historia
Antiguamente esta región pertenecía a la prefectura de Kokura, que fue separada de la prefectura de Fukuoka en 1871 cuando el sistema feudal japonés fue abolido, sin embargo fue reabsorbido por la prefectura de Fukuoka; en esa zona se funda la ciudad de Kokura en 1900.
En agosto de 1945, Kokura era el blanco de la bomba atómica "Fat Man". Pero Kokura se salvó de la bomba atómica por estar el clima nublado. Al final, la bomba atómica "Fat Man" fue lanzada en Nagasaki.
La actual ciudad de Kitakyūshū fue fundada el 10 de febrero de 1963, y fue el resultado de la unión de cinco ciudades: Moji, Kokura, Tobata, Yahata y Wakamatsu. El 1 de abril de 1963 fue convertida en ciudad asignada por el gobierno japonés.
Kitakyushu es considerada como una ciudad Eco-modelo en el programa de Eco-model cities del gobierno de Japón (https://web.archive.org/web/20100419104454/http://www.jetro.org/content/807/) por sus destacadas mejoras y futuros planes con relación al medio ambiente y la reducción de emisión de los gases de efecto invernadero.

## Geografía

### Barrios
Kitakyūshū tiene siete barrios (ku):
|  |                   |          | Área (km²) |
|  | ----------------- | -------- | ---------- |
|  | Kokura Kita-ku    | 小倉北区 | 39,27      |
|  | Kokura Minami-ku  | 小倉南区 | 170,25     |
|  | Moji-ku           | 門司区   | 73,37      |
|  | Tobata-ku         | 戸畑区   | 16,66      |
|  | Yahata Higashi-ku | 八幡東区 | 36,36      |
|  | Yahata Nishi-ku   | 八幡西区 | 83,04      |
|  | Wakamatsu-ku      | 若松区   | 67,86      |

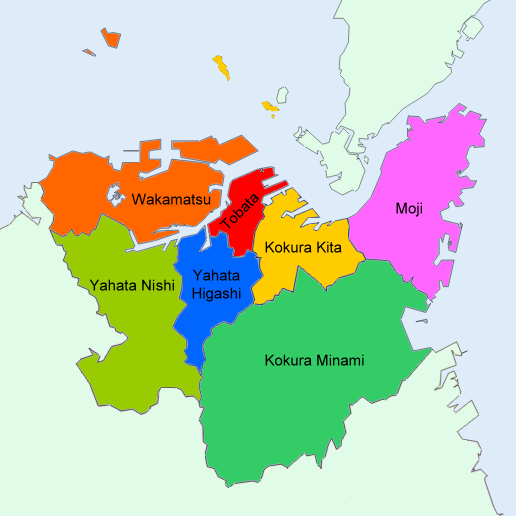
Plano de los distritos urbanos de Kitakiushu.

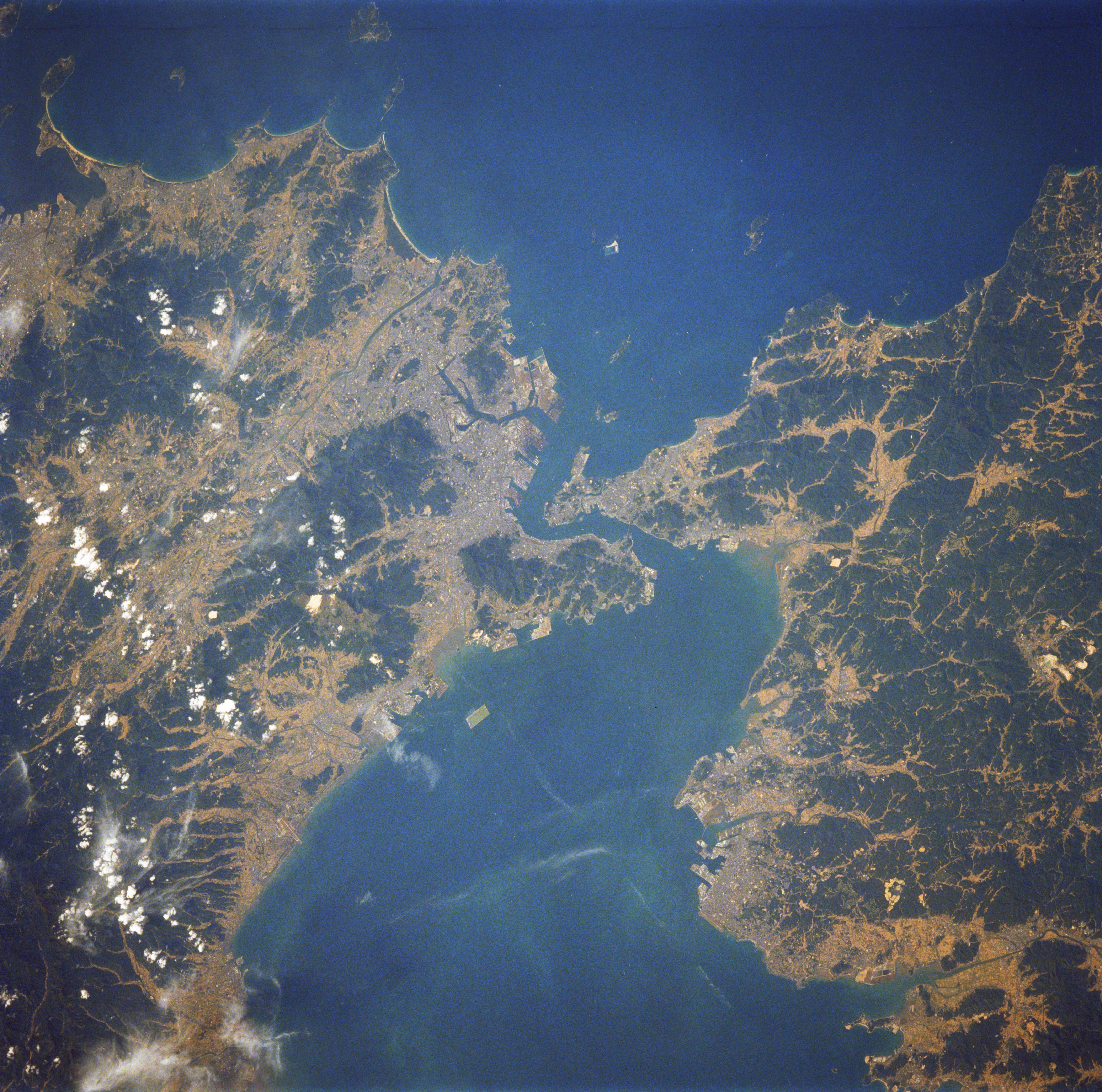
El estrecho de Kanmon visto desde el espacio, con Kitakyūshū a la izquierda y Shimonoseki a la derecha.

La ciudad de Nakama se convertiría en el octavo barrio de Kitakyūshū en 2005, e iba a ser llamado como Nakama-ku. Sin embargo, la fusión fue rechazada el 24 de diciembre de 2004 por el consejo ciudadano de Nakama. La razón es que se reducirían los concejales que representaban a Nakama de 21 a solo 3 dentro de la ciudad de Kitakyūshū.

### Demografía
En marzo de 2005 la población estimada era de 1.000.271 habitantes y el área total es de 484,14 km². La densidad poblacional es de 2.063 personas por kilómetro cuadrado. La población ha estado decreciendo constantemente en años recientes.

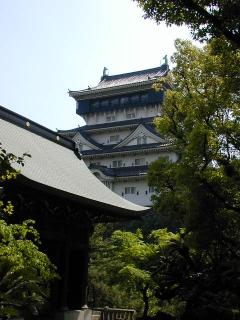
Castillo Kokura (Kokura-jō) en el centro de Kokura.

### Clima
| Parámetros climáticos promedio de Yahatañishi-ku, Kitakyushu (1991–2020) | Parámetros climáticos promedio de Yahatañishi-ku, Kitakyushu (1991–2020) | Parámetros climáticos promedio de Yahatañishi-ku, Kitakyushu (1991–2020) | Parámetros climáticos promedio de Yahatañishi-ku, Kitakyushu (1991–2020) | Parámetros climáticos promedio de Yahatañishi-ku, Kitakyushu (1991–2020) | Parámetros climáticos promedio de Yahatañishi-ku, Kitakyushu (1991–2020) | Parámetros climáticos promedio de Yahatañishi-ku, Kitakyushu (1991–2020) | Parámetros climáticos promedio de Yahatañishi-ku, Kitakyushu (1991–2020) | Parámetros climáticos promedio de Yahatañishi-ku, Kitakyushu (1991–2020) | Parámetros climáticos promedio de Yahatañishi-ku, Kitakyushu (1991–2020) | Parámetros climáticos promedio de Yahatañishi-ku, Kitakyushu (1991–2020) | Parámetros climáticos promedio de Yahatañishi-ku, Kitakyushu (1991–2020) | Parámetros climáticos promedio de Yahatañishi-ku, Kitakyushu (1991–2020) | Parámetros climáticos promedio de Yahatañishi-ku, Kitakyushu (1991–2020) |
| Mes                                                                      | Ene.                                                                     | Feb.                                                                     | Mar.                                                                     | Abr.                                                                     | May.                                                                     | Jun.                                                                     | Jul.                                                                     | Ago.                                                                     | Sep.                                                                     | Oct.                                                                     | Nov.                                                                     | Dic.                                                                     | Anual                                                                    |
| ------------------------------------------------------------------------ | ------------------------------------------------------------------------ | ------------------------------------------------------------------------ | ------------------------------------------------------------------------ | ------------------------------------------------------------------------ | ------------------------------------------------------------------------ | ------------------------------------------------------------------------ | ------------------------------------------------------------------------ | ------------------------------------------------------------------------ | ------------------------------------------------------------------------ | ------------------------------------------------------------------------ | ------------------------------------------------------------------------ | ------------------------------------------------------------------------ | ------------------------------------------------------------------------ |
| Temp. máx. abs. (°C)                                                     | 19.9                                                                     | 24.0                                                                     | 25.2                                                                     | 30.1                                                                     | 32.4                                                                     | 34.2                                                                     | 36.9                                                                     | 36.7                                                                     | 34.5                                                                     | 33.0                                                                     | 26.4                                                                     | 24.8                                                                     | 36.9                                                                     |
| Temp. máx. media (°C)                                                    | 9.8                                                                      | 10.9                                                                     | 14.4                                                                     | 19.6                                                                     | 24.2                                                                     | 27.0                                                                     | 30.7                                                                     | 31.9                                                                     | 28.1                                                                     | 23.2                                                                     | 17.7                                                                     | 12.2                                                                     | 20.8                                                                     |
| Temp. media (°C)                                                         | 6.2                                                                      | 6.9                                                                      | 10.0                                                                     | 14.7                                                                     | 19.3                                                                     | 22.7                                                                     | 26.8                                                                     | 27.8                                                                     | 24.0                                                                     | 18.8                                                                     | 13.3                                                                     | 8.3                                                                      | 16.6                                                                     |
| Temp. mín. media (°C)                                                    | 2.8                                                                      | 3.2                                                                      | 5.9                                                                      | 10.2                                                                     | 14.9                                                                     | 19.3                                                                     | 23.7                                                                     | 24.6                                                                     | 20.6                                                                     | 14.8                                                                     | 9.3                                                                      | 4.7                                                                      | 12.8                                                                     |
| Temp. mín. abs. (°C)                                                     | -4.6                                                                     | -6.2                                                                     | -3.8                                                                     | 0.5                                                                      | 6.4                                                                      | 10.5                                                                     | 15.4                                                                     | 17.6                                                                     | 8.9                                                                      | 3.5                                                                      | 0.7                                                                      | -3.6                                                                     | -6.2                                                                     |
| Precipitación total (mm)                                                 | 87.9                                                                     | 79.2                                                                     | 114.2                                                                    | 125.4                                                                    | 142.9                                                                    | 239.5                                                                    | 314.6                                                                    | 198.1                                                                    | 165.9                                                                    | 85.2                                                                     | 91.8                                                                     | 75.9                                                                     | 1720.6                                                                   |
| Días de lluvias (≥ 1 mm)                                                 | 10.8                                                                     | 10.4                                                                     | 10.9                                                                     | 10.0                                                                     | 9.0                                                                      | 12.3                                                                     | 11.8                                                                     | 10.0                                                                     | 9.7                                                                      | 7.3                                                                      | 9.4                                                                      | 9.8                                                                      | 121.4                                                                    |
| Horas de sol                                                             | 101.8                                                                    | 113.2                                                                    | 159.5                                                                    | 188.6                                                                    | 205.0                                                                    | 139.2                                                                    | 167.6                                                                    | 196.2                                                                    | 159.8                                                                    | 170.5                                                                    | 131.5                                                                    | 102.9                                                                    | 1835.8                                                                   |
| Fuente n.º 1: Agencia Meteorológica de Japón                             |                                                                          |                                                                          |                                                                          |                                                                          |                                                                          |                                                                          |                                                                          |                                                                          |                                                                          |                                                                          |                                                                          |                                                                          |                                                                          |
| Fuente n.º 2: Agencia Meteorológica de Japón                             |                                                                          |                                                                          |                                                                          |                                                                          |                                                                          |                                                                          |                                                                          |                                                                          |                                                                          |                                                                          |                                                                          |                                                                          |                                                                          |